# Sicariato digital
El término sicariato digital hace referencia a las acciones llevadas a cabo en las TIC como las redes sociales y otras plataformas digitales con la finalidad de dañar, violentar, despolitizar, o tergiversar la imagen pública o política de las personas. De esa forma se afecta la reputación y credibilidad de activistas, políticos, artistas y otros, realizadores, por lo general, de publicación de opinión.

## Vacío Legal e iniciativas
Las amenazas sufridas por varias personas en países como México han evidenciado la ausencia de leyes que reconozcan el Sicariato Digital como un delito tipificado. Si bien existen distintas normativas en materia de protección de datos personales⁣, violencia digital y otras acciones, las mismas se pueden hallar aisladas o inconexas. 
Entre las iniciativas que se pueden rescatar se encuentra el impulso de la ley contra violencia digital en el estado de Puebla, México y que reconoce la figura de Sicariato Digital. Esta ley fue propuesta precisamente por Edurne Ochoa a raíz de las amenazas experimentadas por ella y otras activistas.
El 30 de mayo del año 2024, la presidenta de la Comisión de Igualdad de Género de la Cámara de los diputados de México, Julieta Vences Valencia, hace el reconocimiento de dicho órgano a la afectación sufrida en particular por las mujeres a causa del Sicariato Digital, en su alocución indica que el Sicariato Digital afecta reputación de mujeres políticas y socava la democracia. Se comprende que las normas en ese momento se habían visto rebasadas y, por tanto, no consideran todos los supuestos jurídicos por los cuales las mujeres en la política pueden ser víctimas de la violencia digital. Por lo anterior surge la iniciativa de añadir la figura del Sicariato Digital a la ley General de Acceso de las Mujeres a una Vida Libre de Violencia.

## Difusión del término y datos
Las acciones tomadas por distintas iniciativas, colectivas e individuales permiten que se difunda no solo el término, se ha empezado a tomar consciencia en distintos países de como la violencia digital se ha consolidado como una práctica común, en especial contra las mujeres. 
Si bien, no existen a la fecha datos estadísticos referentes al sicariato digital, en lo que respecta la violencia en redes se pueden recuperar los siguientes datos:
- Según el sitio sobre género del Congreso de México, durante el año 2017 más de 900 mil mujeres en edades entre los 12 a 59 años fueron afectadas por algún tipo de acción de violencia digital en el último año.[5]
- En el año 2022, el Gobierno de México, publicó un estudio del Instituto Nacional de las mujeres indicando; "Mujeres de 18 a 24 años tienen 27% más de probabilidad de ser víctimas de violencia en línea”.[6]
- La Agencia Española de Protección de Datos, publicó en el año 2023; durante el año 2022 el 70% de los casos de violencia digital se concentró en niñas y mujeres.[7]

- En el programa Democracia y Poder,[8] nuevamente Edurne Ochoa indica como el sicariato digital se ha manifestado  de diversas maneras, como el uso de perfiles falsos para extorsionar, la clonación de cuentas de redes sociales para difundir información dañina o incluso la manipulación emocional a través de comunicaciones malintencionadas. Estas acciones no solo causan daño inmediato, sino que también tienen repercusiones duraderas en la salud mental y emocional de las víctimas, a menudo llevándolas a estados de ansiedad y depresión, y en algunos casos extremos, a situaciones de suicidio. Ochoa también menciona la importancia de la educación y la concienciación en torno al sicariato digital, destacando que muchos usuarios de redes sociales no son plenamente conscientes de los riesgos asociados con su uso y la necesidad de proteger su información personal.
- El artículo Linchamientos digitales: odio y sicarios en redes sociales[9] del 2024 muestra cómo el crimen organizado en México utiliza el narcomensaje como una forma de violencia discursiva, combinando cuerpos mutilados y mensajes públicos para transmitir advertencias y reclamar territorio. En este contexto, la población se convierte en un actor involuntario que, al sentirse amenazada por el crimen, recurre a linchamientos extralegales para hacer justicia por mano propia. Este análisis se conecta con el concepto de sicariato digital, donde la violencia se desplaza al espacio en línea. Al igual que los narcomensajes, el linchamiento digital se basa en la deshumanización y en la representación gráfica de la violencia. Ambos fenómenos reflejan una cultura de venganza y justicia informal, donde la amenaza de violencia es omnipresente. La capacidad de un usuario para interactuar con un supuesto sicario en Twitter, y la facilidad con la que se lanzan amenazas, subraya cómo el ambiente digital puede intensificar la violencia, perpetuando un ciclo de agresión que trasciende el espacio físico.

## Investigaciones relacionadas
Varias investigaciones académicas permiten hacer una correlación entre el término y la actividad criminal, tal es el caso de la tesis de Patricio Manuel Antonio Rojas González en la carrera de derecho. Su tesis, del año 2014, establece el fenómeno del sicariato en Colombia, asociado al narcotráfico y a métodos violentos de antiguos paramilitares, que representa un reto significativo para la seguridad nacional. Se plantea la necesidad de tipificar el sicariato como delito en el código penal, con el objetivo de realizar un análisis jurídico crítico sobre su tratamiento y sanción. A través de encuestas a profesionales del derecho, se revela que la falta de severidad en el juicio de estos crímenes contribuye a la impunidad, lo que va en contra de la garantía constitucional de seguridad y convivencia pacífica.
Este trabajo se relaciona con el concepto de "sicariato digital", que implica el uso de plataformas digitales para perpetrar delitos de encargo, como asesinatos por encargo o acosos. Al igual que el sicariato tradicional, el sicariato digital representa una forma organizada y violenta de criminalidad que utiliza tecnología para facilitar y ocultar sus acciones. La propuesta de tipificación del sicariato en la legislación ecuatoriana podría extenderse para incluir estas nuevas modalidades digitales, reforzando así el marco legal y combatiendo la impunidad que caracteriza a ambos fenómenos.